# دون دوغلاس
دون دوغلاس (بالإنجليزية: Don Douglas)‏ هو مؤلف وممثل بريطاني، ولد في 24 أغسطس 1905 في المملكة المتحدة، وتوفي في 31 ديسمبر 1945 بلوس أنجلوس في الولايات المتحدة.

## أعمال

### أفلام
- (2001) مذكرات بريدجيت جونز[4]

## وصلات خارجية
- دون دوغلاس على موقع IMDb (الإنجليزية)
- دون دوغلاس على موقع أول موفي (الإنجليزية)
- دون دوغلاس على موقع قاعدة بيانات برودواي على الإنترنت (الإنجليزية)
- دون دوغلاس على موقع قاعدة بيانات برودواي على الإنترنت (الإنجليزية)
- دون دوغلاس على موقع قاعدة بيانات الفيلم (الإنجليزية)